# Литовский поход Александра Невского
Литовский поход Александра Невского — успешные действия переславских и новгородских войск во главе с Александром Невским против Великого княжества Литовского в 1245 году.

## Предпосылки
Как заметил Дж. Феннел, развал Полоцкого княжества дал возможность предпринимать литовцам набеги на ближайшие земли, в том числе на Новгород и Псков. С 1219 года Литва регулярно совершала набеги на русские земли.
Князь Миндовг стал лидирующим в среде литовской знати около середины 1230-х годов. Целями литовских набегов в 1234 и 1245 годах летописцы считали овладение богатствами новгородских и смоленских городов, находившихся на торговых путях, а также взятие в плен ремесленников, угон коней и др..

## Поход
Война началась с захвата литовцами Торжка и Бежецка. Они взяли много горожан пленными и увели скот. Ярослав Владимирович, княживший в Торжке, был разбит, но получив подкрепления из Твери и Дмитрова, разбил литовцев, и тогда они укрылись в Торопце.
Александр Невский с новгородцами взял Торопец, освободил пленных и убил больше 8 князей. Отпустив новгородцев, с одной своей дружиной пошёл дальше, разбил литовцев у оз. Жижицкого и уничтожил их, не пустив «ни мужа». А затем после посещения Витебска, где забрал своего сына Василия, на обратном пути снова встретил литовцев под Усвятом и снова разбил их. Ключевым фактором успеха Александра Невского рассматривается неожиданность и быстрота нападений. Вероятнее всего, литовцы были разбиты на марше или на отдыхе.
Этот поход вместе с успехами на Неве против шведов и на Чудском озере против ливонцев составил Александру славу защитника западных рубежей Руси.

## Результаты похода
Ф. Б. Шенк считает, что после поражения литовских войск в 1245 году Полоцк всё равно оставался зависимым от князя Миндовга. Победа войск Александра Невского не помешала Литве продолжить стремиться к захвату русских земель. В 1253 году литовцы объединились с Тевтонским орденом в поход против Новгорода.